# Yasushi-Inoue-Gedenkstätte
Die Yasushi-Inoue-Gedenkstätte (jap. 井上靖記念館, Inoue Yasushi Kinenkan) wurde zu Ehren des japanischen Schriftstellers Yasushi Inoue in dessen Geburtsstadt Asahikawa erbaut. Es steht in der Nachbarschaft des dem Bildhauer Nakahara Teijirō gewidmeten Museums (中原悌二郎記念旭川市彫刻美術館, Nakahara Teijirō Kinen Asahikawashi Chōkoku Bijutsukan). Die Gedenkstätte sollte nicht mit dem Yasushi Inoue Museum in Nagaizumi, Präfektur Shizuoka verwechselt werden.

## Übersicht
Die Bauarbeiten für das Museum dauerten vom 7. Juli 1992 bis 13. März 1993. Das Museum besitzt eine Gesamtfläche von 5292 m². Von seiner Eröffnung im Juli 1993 an bis 1. April 2006 war der Eintritt frei; seither wird ein geringer Eintrittspreis erhoben. Die wichtigsten Räume des Museums sind ein 109 m² großes Foyer, ein 153 m² großer Ausstellungsraum, ein 25 m² großes Büro und ein 28 m² umfassender Kursraum. Im Foyer befinden sich für alle Besucher zugänglich rund 500 Bände zum literarischen Schaffen Inoues. Der Ausstellungsraum zeigt hauptsächlich Teile der 470 Exponate zu Werken Inoues, insbesondere mit Bezug zu seiner Geburtsstadt Asahikawa, Handschriften, Stücke aus Inoues Nachlass, Manuskripte, und Werke befreundeter Künstler.
Im Foyer des Hauses finden regelmäßig musikalische Veranstaltungen statt. Daneben bietet das Museum Fachvorträge zum Werk Inoues und Raum für Lesekreise. Seit einigen Jahren bietet das Museum zudem Vorträge zur japanischen Literatur im Allgemeinen an, die von Professoren der Pädagogischen Hochschule Hokkaidō abgehalten werden. Zeitlich begrenzte Ausstellungen, wie etwa die von Fotografien, die Inoue selbst aufgenommen hat, werden seit April 2001 in der hauseigenen Informationsbroschüre bekannt gegeben.